# Pisseloup
 Pisseloup  es una población y comuna francesa, en la región de Champaña-Ardenas, departamento de Alto Marne, en el distrito de Langres y cantón de Laferté-sur-Amance.

## Demografía
| 109 | 81 | 81 | 72 | 66 | 54 |
| Para los censos de 1962 a 1999 la población legal corresponde a la población sin duplicidades (Fuente: INSEE [Consultar]) |    |    |    |    |    |